# Friedrich Wilhelm Ernst Mende
Friedrich Wilhelm Ernst Mende (* 6. November 1805 in Naumburg (Saale); † 18. Februar 1886 in Görlitz) war ein deutscher Pfarrer und Pädagoge.

## Leben
Als Sohn eines Handwerkers geboren, besuchte Mende das Naumburger Domgymnasium und studierte Philologie und dann Theologie in Halle. Während seines Studiums wurde er 1828 Mitglied der Alten Halleschen Burschenschaft Germania.
Nach seinem Studium arbeitete er bis 1830 als Hauslehrer in Roßleben und bis Mitte 1831 auf einem Rittergut in Dobritsch. 1831 wurde er Rektor der evangelischen Stadtschule in Freystadt. 1834 wurde er in Priebus zum Pfarrer ordiniert. 1834 wurde er wegen seiner burschenschaftlichen Aktivitäten verhört, die Untersuchung gegen ihn wurde jedoch eingestellt. 1838 wurde er Oberpfarrer in Seidenberg. 1844 gehörte er der Provinzialsynode der Kirchenprovinz Schlesien an. Die Erlaubnis zur Gründung einer Privatschule und Erziehungsanstalt für Knaben erhielt er 1846. Von 1873 bis 1883 war er als Kreisschulinspektor von Lauban II tätig. 1884 wurde er aus gesundheitlichen Gründen emeritiert. Neben einigen Veröffentlichungen war er Herausgeber der Monatsschrift Der pädagogische Hausfreund.

## Veröffentlichungen (Auswahl)
- Der Gehorsam in der Erziehung. Halle 1840.
- Ueber Fortbildung und Fortbildungsanstalten. Ein Beitrag zur Reorganisation des deutschen Volksschulwesens. Görlitz 1848 (Online).
- Auch ein Wort in Sachen der Emancipation der Schule von der Kirche. 2. Auflage. Görlitz 1848.
- Die christliche Heilslehre, auf Grund der heil. Schrift und mit steter Bezugnahme auf den Katechismus Dr. M. Luther’s, für den evangelischen Schul- und Confirmanden-Unterricht dargestellt. Görlitz 1850.
- Chronik der Standesherrschaft, Stadt und Kirchgemeinde Seidenberg. Mit Bezugnahme auf die Herrschaft Friedland. Görlitz 1857 (Volltext).